# Cicindela tranquebarica
Cicindela tranquebarica är en skalbaggsart som beskrevs av Herbst 1806. Cicindela tranquebarica ingår i släktet Cicindela och familjen jordlöpare.

## Underarter
Arten delas in i följande underarter:
- C. t. arida
- C. t. borealis
- C. t. diffracta
- C. t. inyo
- C. t. kirbyi
- C. t. lassenica
- C. t. moapana
- C. t. parallelonota
- C. t. roguensis
- C. t. sierra
- C. t. tranquebarica
- C. t. vibex
- C. t. viridissima

## Bildgalleri

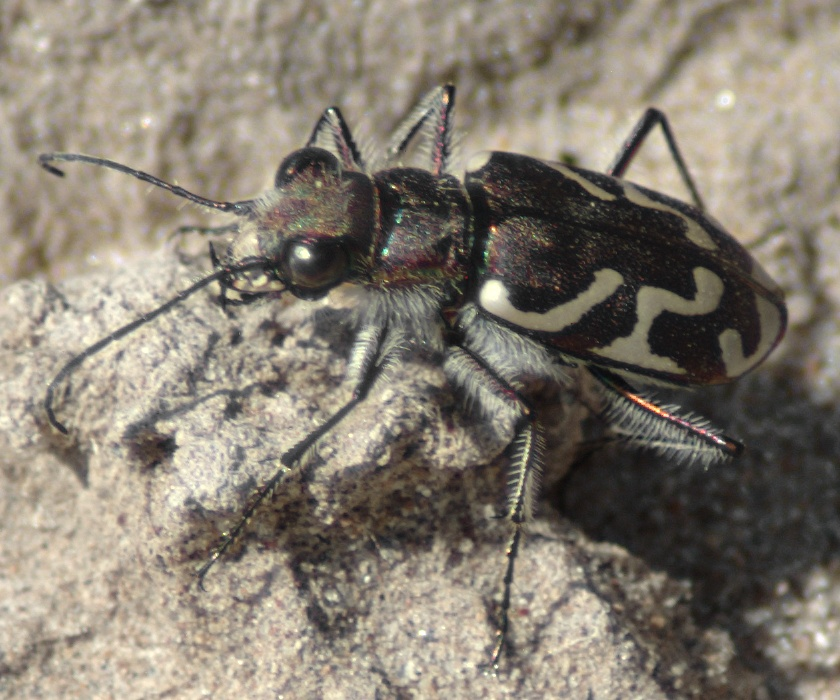